# Seamus Elliott
Seamus 'Shay' Elliott (Dublín, 4 de junio de 1934 –  Dublín, 4 de mayo de 1971). Fue un ciclista irlandés, profesional entre 1956 y 1967, que logró triunfos de etapa en las tres grandes vueltas por etapas.
En la Vuelta a España lograría 2 triunfos de etapa. La primera en la edición de 1962 en la que finalizaría tercero tras liderar la prueba durante 9 días. Su segundo triunfo de etapa en la ronda española se produjo en la edición de 1963.
En el Tour de Francia obtendría un triunfo de etapa en la edición de 1963 lo que le permitió liderar la ronda francesa durante 4 días, convirtiéndose en el primer ciclista irlandés en hacerse con el maillot amarillo.
En el Giro de Italia lograría igualmente un triunfo de etapa en la edición de 1960
Tras su retirada en 1967 retornó al profesionalismo en 1970 hasta su muerte por suicidio en 1971

## Palmarés
| 1953 - 2.º en el Campeonato de Irlanda en Ruta 1954 - 1 etapa de la Ruta de Francia - 1 etapa del Tour de Irlanda - Campeonato de Irlanda en Ruta 1955 - 1 etapa de la Ruta de Francia 1956 - Gran Premio de Isbergues - Gran Premio de l'Écho d'Alger - 1 etapa del Tour du Sud-Est 1958 - 2 etapas de los Cuatro días de Dunkerque 1959 - Omloop Het Volk - G.P. de Denain | 1960 - 1 etapa del Giro de Italia - 1 etapa del G.P. Ciclomotoristico 1961 - 1 etapa de los Cuatro días de Dunkerque 1962 - 3.º en la Vuelta a España, más 1 etapa - 2.º en el Campeonato Mundial en Ruta 1963 - 1 etapa de la Vuelta a España - 1 etapa del Tour de Francia 1965 - Tour de l'Oise, más 1 etapa - Gran Premio de Saint-Raphaël - Gran Premio de Espéraza |

## Grandes vueltas y Campeonatos del Mundo
Durante su carrera deportiva ha conseguido los siguientes puestos en las Grandes Vueltas y en los Campeonatos del Mundo en carretera:
| Carrera         | 1956 | 1957 | 1958 | 1959 | 1960 | 1961 | 1962 | 1963 | 1964 | 1965 | 1966 | 1967 | 1968 | 1969 | 1970 |
| --------------- | ---- | ---- | ---- | ---- | ---- | ---- | ---- | ---- | ---- | ---- | ---- | ---- | ---- | ---- | ---- |
| Giro de Italia  | -    | -    | -    | 40.º | 68.º | Ab.  | -    | -    | -    | -    | -    | -    | -    | -    | -    |
| Tour de Francia | Ab.  | -    | 48.º | Ab.  | -    | 47.º | -    | 61.º | Ab.  | -    | -    | -    | -    | -    | -    |
| Vuelta a España | -    | -    | -    | -    | -    | -    | 3.º  | 41.º | -    | -    | -    | -    | -    | -    | -    |
| Mundial en Ruta | 14.º | -    | 22.º | 22.º | 17.º | Ab.  | 2.º  | 26.º | 19.º | Ab.  | 15.º | -    | -    | -    | -    |

-: no participa

Ab.: abandono